# Karelsuniversiteit Praag
De Karelsuniversiteit Praag (Tsjechisch: Univerzita Karlova v Praze) is een universiteit in Praag, Tsjechië. Het is een van de oudste universiteiten van Europa en van de wereld. De universiteit werd in 1348 opgericht door keizer Karel IV. Er waren vier faculteiten, allereerst die van de vrije kunsten, de basisopleiding die iedereen moest volgen, daarnaast de drie hogere opleidingen die er toen bestonden: theologie, medicijnen en recht.
Tegenwoordig kent de universiteit 17 faculteiten, waarvan twee in Hradec Králové en één in Pilsen. Het hoofdgebouw is gevestigd in de Oude Stad van Praag, in het district Praag 1.

## Geschiedenis

### Middeleeuwen (1347–1418)
De oprichting van de Karelsuniversiteit kwam in drie stappen tot stand. Met een bul van paus Clemens IV werd op 26 januari 1347 de oprichting bekrachtigd, naar voorbeeld van de Universiteit van Parijs. Op 7 april 1348 kende Karel IV, koning van Bohemen, met een Gouden Bul de universiteit haar privileges en immuniteit voor de kerkelijke macht toe. Er waren vier faculteiten: letteren, theologie, rechten en geneeskunde.
De Karelsuniversiteit, destijds Universiteit Praag, werd onderdeel van een netwerk van universiteiten in Europa. In de beginjaren was het de enige universiteit in Centraal-Europa. Hierdoor kreeg de universiteit een internationaal karakter en trok studenten aan uit de regio's van het tegenwoordige Polen, Duitsland, Hongarije en Scandinavië. Zowel docenten als studenten werden, naar voorbeeld van de Universiteit van Parijs, ingedeeld op basis van afkomst. De vier 'naties' binnen de Karelsuniversiteit waren Tsjechisch, Beiers, Pools en Saksisch. 16 tot 20% van de studenten was van Tsjechische afkomst. De eerste colleges vonden plaats in verschillende kloosters en de kathedraal. In 1366 werd het eerste universiteitsgebouw geopend: het Carolinum. Tegenwoordig is dit het hart van de Karelsuniversiteit, waar voornamelijk vergaderingen, conferenties en promoties plaatsvinden.
De verschillende nationaliteiten binnen de universiteit leidden tot een conflict door het Decreet van Kutná Hora in 1409. Koning Wenceslas IV bepaalde dat de Boheemse regio drie van de vier stemmen in het universiteitsbestuur kreeg. De andere drie regio's moesten het gezamenlijk met één stem doen, voornamelijk om het opkomende Germanisme tegen te gaan. Het Decreet van Kutná Hora leidde ertoe dat de Universiteit Praag veranderde in een regionaal onderwijsinstituut. Van de 200 doctors en magisters, 500 bachelors en 30.000 studenten verlieten er tussen de 5000 en 20.000 de onderwijsinstelling, hetgeen leidde tot de oprichting van de Universiteit Leipzig in 1409. Johannes Hus werd in 1409 gekozen tot nieuwe rector van een grotendeels Boheems instituut.
Hus vergaarde veel aandacht doordat hij niet in het Latijn publiceerde, maar in het Tsjechisch. Als docent droeg hij sterk bij aan het regionale karakter van de universiteit. Ook oefende hij veel invloed uit op de ontwikkeling van het Tsjechisch alfabet. Hus werd in 1409 geëxcommuniceerd door aartsbisschop Zbynek van Praag. In 1412 sprak paus Johannes XXIII het Grote Anathema tegen hem uit, waarmee iedere burger werd opgeroepen om Hus te mijden. Binnen een aantal jaren was het aanzien van de universiteit flink gekelderd. In 1419 waren er nog acht of negen hoogleraren en een handjevol studenten over. In dat jaar werden de juridische en theologische faculteiten gesloten.

### Protestanten en jezuïeten (1419–1653)
Door de etnische conflicten bleef de universiteit lange tijd bestaan uit slechts een faculteit, die verboden was voor katholieken. Tussen 1417 en 1430 werden er geen diploma's uitgereikt. Halverwege de 16e eeuw kwamen er vanuit het huis Habsburg een katholieke orde, de Jezuïeten, die voor nieuwe invloeden in Praag zorgde. Zij richtten een nieuwe academie op, het Clementinum, met een faculteit voor de kunsten en een voor de theologie. Katholieken waren op deze academie wel welkom, terwijl de oude universiteit, het Carolinum, nog steeds alleen bestemd was voor Bohemen. Het Clementinum kreeg in 1616 de status van universiteit. Het Carolinum richtte in deze tijd twee belangrijke, ontbrekende faculteiten op: rechten en wiskunde. Daarnaast moesten alle katholieke studenten het Carolinum verlaten.
De herkatholisering tijdens de Dertigjarige Oorlog leidde ertoe dat Praag verdedigd moest worden door studenten van zowel het Carolinum als het Clementinum. Het verlies van de Slag op de Witte Berg in 1620 leidde ertoe dat de nieuwe koning in Bohemen, Ferdinand II, alle hussieten en niet-katholieken uit de stad verdreef. Tot aan de Eerste Wereldoorlog zou de hussitische beweging en Tsjechische identiteit gedomineerd worden door katholieke en Duitse invloeden. Het Carolinum werd vanzelfsprekend ook katholiek gemaakt. In 1621 werden 27 protestantse studenten en docenten geëxecuteerd, waaronder de toenmalige rector Jan Jesenius.

### Karel-Ferdinand Universiteit (1654–1882)
Op 23 februari 1654 voegde koning Ferdinand III het Carolinum en Clementinum samen tot een nieuwe universiteit: de Karel-Ferdinand Universiteit (Tsjechisch: Univerzita Karlo-Ferdinandova). De vier faculteiten van de voormalige twee universiteiten werden hierin ondergebracht.
In de 18e eeuw werden er wederom hervormingen doorgevoerd. Het inmiddels vervallen Carolinum werd in 1718 gerenoveerd en in stijl van de Habsburgse monarchie gezet. In 1752 en 1754 ontnam de Habsburgse monarchie de universiteit vele van haar soevereine rechten. Ondanks dat waren er ook invloeden vanuit de Verlichting die steeds meer de boventoon gingen voeren. Tegen het einde van de 18e eeuw werden weer protestantse en joodse studenten toegelaten. Koning Leopold II stemde bij rechterlijk besluit in met de komst van een Tsjechische leerstoel in 1791. Het Latijn had inmiddels plaatsgemaakt voor de Duitse taal, maar met de komst van de Tsjechische leerstoel werd ook weer gestreden om het Tsjechisch als voertaal te adopteren. De meerderheid van de docenten, ongeveer 90%, was nog steeds van Duitse komaf. In 1864 werd het Duitse voorstel om de universiteit op te splitsen door de Tsjechen afgewezen. De etnische verschillen waren echter dermate groot, dat in 1882 de universiteit alsnog werd opgesplitst.

### Tsjechische en Duitse universiteit
De Karel-Ferdinand Universiteit werd verdeeld in twee onafhankelijke universiteiten: de Duitse Karel-Ferdinand en Tsjechische Karelsuniversiteit. Hoewel beide universiteiten autonome rechten hadden, bleef het Carolinum en de bibliotheek toebehoren aan beiden. Op enkele andere faciliteiten na, werd de rest verdeeld. Dit was een ingewikkeld proces. De Tsjechen waren van mening dat de fifty/fifty verdeling niet goed is omdat 70% van de studenten Tsjechisch is. Door de spanningen was er slecht contact tussen Duitse en Tsjechische professoren. Er was een brede uitwisseling van professoren met het buitenland, maar niet zelden raakten deze teleurgesteld over alle etnische kwesties. Albert Einstein, die in 1911 naar Praag kwam en in 1912 weer vertrok, is hier een voorbeeld van.
Een van de punten waar de Duitsers en de Tsjechen het niet over eens waren, ging over de symbolen en insignes van de universiteit. De Tsjechen claimden dat de originele insignes van de in 1348 opgerichte universiteit aan hun toebehoorden. In de zogenaamde Lex Mareš uit 1921, vernoemd naar professor en initiator František Mareš, werd geclaimd dat de Tsjechische universiteit de enige opvolger is van de oorspronkelijke universiteit. De naam Ferdinand werd daarin niet genoemd, waarmee de nieuwe universiteit voortaan Karelsuniversiteit heette. De Duitse universiteit overwoog toen al om te vertrekken naar Liberec. Het duurde echter nog tot 1934 voordat de Duitse universiteit de insignes aan de Tsjechen moest overhandigen.

### Tweede Wereldoorlog

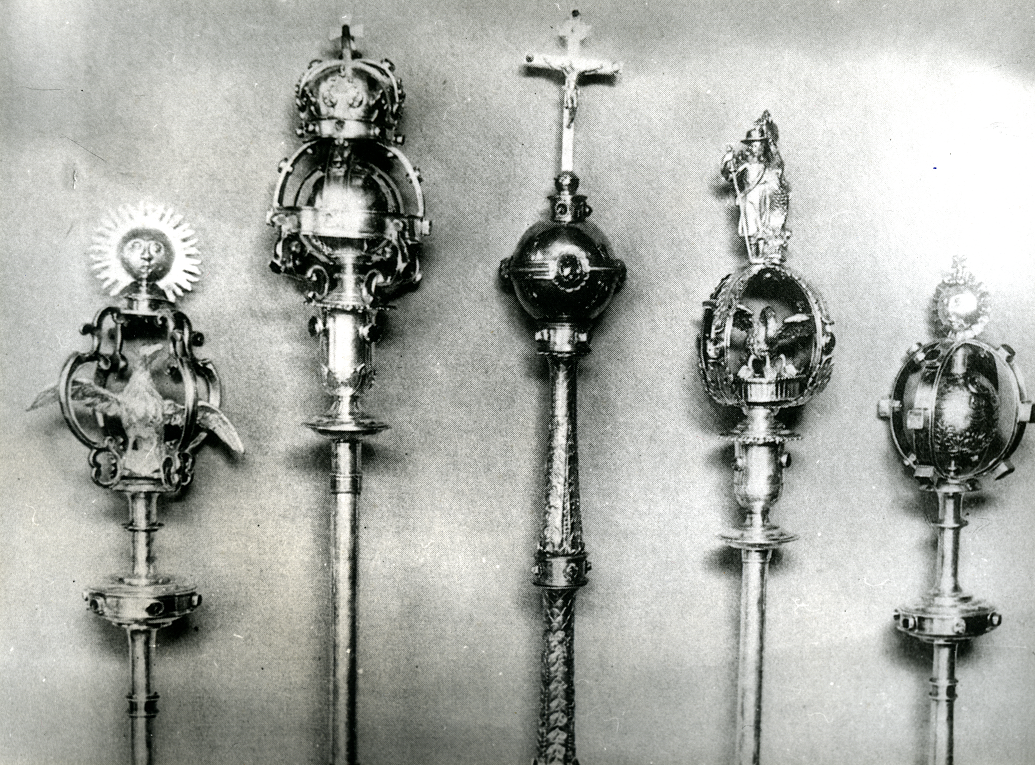
Detail van de gestolen insignes van de Karelsuniversiteit. Van links naar rechts: de scepter van de faculteit Godgeleerdheid, die van de faculteit Rechtsgeleerdheid, de scepter van de rector, de scepter van de faculteit Geneeskunde en die van de faculteit Wijsbegeerte.

In 1938 kwamen de Duitsers het Sudetenland in het toenmalige Tsjechoslowakije binnen, In dit gebied woonden al voornamelijk Duitsers. De Duitse universiteit werd onderdeel van de Universiteit van Berlijn. Dit leidde tot protesten van de Tsjechen tegen het Duitse systeem. Op 29 oktober 1939 werd hun leider Jan Opletal neergeschoten. Zijn begrafenis op 15 november 1939 leidde eveneens tot protesten. Als reactie hierop werd de Karelsuniversiteit voor drie jaar gesloten, negen studentenleiders geëxecuteerd en meer dan 1200 studenten werden naar concentratiekampen gestuurd. Tegenwoordig geldt de datum 17 november zowel in Tsjechië als in Slowakije als een herdenkingsdag.
Veel studenten vonden destijds een heenkomen op andere universiteiten, onder andere in Groot-Brittannië. Daar werden wat faciliteiten voor de Praagse studenten opgericht, zodat deze hun studie konden afmaken. De meesten van hen behaalden hun diploma aan de Oxford University, maar die werd wel uit naam van de Karelsuniversiteit uitgereikt. Hoewel de universiteit gesloten was, kwamen er door deze constructie wel afgestudeerden vandaan.
Aan het einde van de oorlog in 1945 stalen de nazi's de insignes van de Karelsuniversiteit (de ketting van de rector, het universiteitszegel, de historische scepters van de afzonderlijke faculteiten van de universiteit, historische stichtingsdocumenten, historische boeken en documenten, enz). Geen van deze historische voorwerpen zijn tot nu toe gevonden.

### Ontwikkelingen na 1945
Na de Tweede Wereldoorlog verdween de Duitse universiteit en werden alle gebouwen en faciliteiten toegekend aan de Karelsuniversiteit. De universiteit was toen weliswaar onderworpen aan het communistische regime, maar werd toch relatief met rust gelaten. Er gingen in de loop der tijd vanuit de universiteit veel stemmen op voor meer democratie, maar door de opgelegde directieven uit Moskou en invloeden uit de DDR, Polen en Hongarije conformeerde de leiding van het land zich en bleef het staatsbestel "socialistisch". In de zestiger jaren leidde het in Tsjecho-Slowakije gegroeide socialisme met een menselijker gezicht tot de Praagse Lente. Na steeds meer waarschuwingen uit Moskou vielen vanaf 20 augustus 1968 legereenheden uit de Sovjet-Unie en alle andere landen van het Warschaupact het land en de hoofdstad binnen en legden geleidelijk opnieuw hun socialistische ordening op, ondanks luid protest en bloedige weerstand van de bevolking. Veel hervormingsgezinde studenten moesten daarna de universiteit verlaten. De spanning kwam op 16 januari 1969 tot een nieuw hoogtepunt toen student Jan Palach zich uit protest, naar het voorbeeld van boeddhistische monniken in Zuid-Vietnam, op het Wenceslausplein in brand stak. Velen zouden hierna nog zijn protest volgen. In 1989, als rechtstreekse aanleiding voor de fluwelen revolutie, was er weer een grote opstand onder studenten, na het neerslaan van een geweldloze manifestatie ter herdenking van de sluiting van de universiteit in 1939 en de dood van Jan Palach in 1969. Na de val van het communisme ontwikkelde de universiteit zich tot een modern instituut met een internationale reputatie. Tegenwoordig staat de universiteit al jaren stabiel rond de 250e plaats in de lijst van beste universiteiten ter wereld.

## Alumni
- Franz Kafka
- István Kelen
- Nikola Tesla
- Alfred III zu Windisch-Graetz
- Karel Baxa
- Jaroslav Heyrovský
- Milada Horáková
- Carl Ferdinand Cori
- Gerty Cori
- Antonín Profous
- Emil Reznicek
- August Sedláček
- Emil Hadač

## Trivia
- Op 21 december 2023 schoot een student in het gebouw van de faculteit Filosofie dertien mensen dood – een veertiende slachtoffer overleed in een ziekenhuis[6] – en verwondde hij een groot aantal anderen.[7] Ook de schutter kwam om. Op 23 december was naar aanleiding van de schietpartij een dag van nationale rouw in Tsjechië afgekondigd.